# Giovanni Henrico Albicastro
Giovanni Henrico Albicastro (italianizzazione del nome tedesco Johann Heinrich von Weissenburg; 1660 – 1730) è stato un compositore tedesco.

## Biografia
Violinista di successo e compositore, è anche noto con il nome di Giovanni Henrico Albicastro. 
Attivo tra due secoli, compose concerti e sonate di ispirazione barocca, per lo più destinate ai violini.
Frequentò l'Accademia della Musica dell'Università di Leida.
Entrato come cavaliere nell'esercito olandese (1700/01), fu promosso capitano di cavalleria (1708). Tra il 1696 e il 1706 fece stampare ad Amsterdam delle sonate a tre, sonate virtuose per violino e concerti per quartetto d'archi. Nel XVIII sec. erano diffuse spec. nei Paesi Bassi e ancora all'inizio del XXI sec. facevano parte del repertorio della musica da camera concertistica.
Si hanno due date presunte di morte, quella ufficiale che la fa risalire al 1730 e un'altra che la fissa invece otto anni più tardi, nel 1738